# Sacapome formosana
Sacapome formosana är en insektsart som beskrevs av Heinrich Christian Friedrich Schumacher 1915. Sacapome formosana ingår i släktet Sacapome och familjen dvärgstritar.
Artens utbredningsområde är Taiwan. Inga underarter finns listade i Catalogue of Life.